# Éclipse solaire du 22 décembre 1889
L’éclipse solaire du 22 décembre 1889 est une éclipse solaire totale.

## Parcours
L'éclipse fut visible de Cuba, jusqu’aux côtes du Brésil et dans toute l'Afrique australe.

## Études
L'éclipse fait l'objet de deux expéditions scientifiques américaines. L'une, à l'initiative de la Smithsonian Institution, est dirigée par David Peck Todd de l'Amherst College et comprend une équipe d'au moins six personnes. Parmi les membres se trouvent Eben Jenks Loomis, correspondant de l’American Ephemeris and Nautical Almanac, et le naturaliste William Harvey Brown. Ils montent le 16 octobre à bord de l'USS Pensacola et installent le camp de base de l'éclipse en décembre, à environ 70 milles au sud de Luanda, au cap Ledo. La totalité de l'éclipse est complètement obscurcie par la couverture nuageuse. Le navire rentre à New York après 242 jours. L'expédition effectua diverses autres études scientifiques en cours de route, comme la récolte d'espèces animales dans les îles et les côtes du continent africain. La deuxième fut au large de Cayenne.
Elle fait aussi l'objet de deux expéditions scientifiques britanniques. L'une fut à bord du HMS Comus, aux îles du Salut (Guyane française) ; l'astronome Stephen Joseph Perry meurt à bord du navire des suites d'une dysenterie contractée à terre. L'autre s'installa au large de l'Afrique occidentale.
Au sein d'une mission française, Aymar de La Baume Pluvinel en fait l'observation et des photographies aux îles du Salut.

## Éclipses relatives
Cette éclipse fait partie du saros 130 (en), se répétant tous les 18 ans, 11 jours, contenant 73 événements. La série commence avec une éclipse solaire partielle le 20 août 1096. Elle comprend des éclipses totales du 5 avril 1475 au 18 juillet 2232. Il n'y a pas d'éclipses annulaires dans la série. La série se terminera à l'éclipse 73 par une éclipse partielle le 25 octobre 2394. La durée la plus longue de la totalité fut de 6 minutes et 41 secondes le 11 juillet 1619. Toutes les éclipses de cette série se produisent au nœud descendant de la Lune.